# Drosophila suzukii
Drosophila suzukii är en tvåvingeart som först beskrevs av Matsumura 1931.  Drosophila suzukii ingår i släktet Drosophila och familjen daggflugor. Inga underarter finns listade i Catalogue of Life.
Drosophila suzukii är en nära släkting till Bananflugan, som lever på övermogen eller ruttnande frukt. Till skillnad från sin släkting angriper Drosophila suzukii mognande och färska frukter och bär och är därför ett fruktat hot mot bärodlingar. Honan lägger sina ägg inuti tunnskaliga frukter och bär, både vilda och odlade arter. Ingångshålet är så litet att man ofta inte ser skadan förrän man skördat ett bär fullt med larver eller puppor. Äggen kan kläckas efter endast några timmar och sedan tar det mellan 3 och 13 dagar för larverna att förpuppas och bli färdiga flugor.
Arten är ursprungligen från Sydostasien, där den finns i Kina, Japan, Korea och Thailand. Människans transporter och handel med frukt och bär har dock spridit den över jorden och den har blivit en invasiv art på många håll. På 1980-talet kom den till Hawaii och 2008 upptäcktes den i USA. Samma år etablerade den sig i Sydeuropa och spred sig snabbt över Europa. 2014 hittades det första exemplaret i Sverige, i en flugfälla i Skåne.
Arten är mycket fruktsam. En enda hona kan lägga 400 ägg under sin livstid och i gynnsamma förhållanden kan den hinna med 15 generationer på ett år. I nordiskt klimat är det dock troligare med 1-2 generationer per sommar vilket är fullt tillräckligt för etablering och spridning. Den tål stora temperaturvariationer men inte uttorkning, vilket gör att man tror att den kan trivas i nordiskt klimat och bli ett hot mot frukt- och bärodlingar. Jordbruksverket efterlyser rapporter om misstänkta fynd av arten i Sverige.

## Bildgalleri

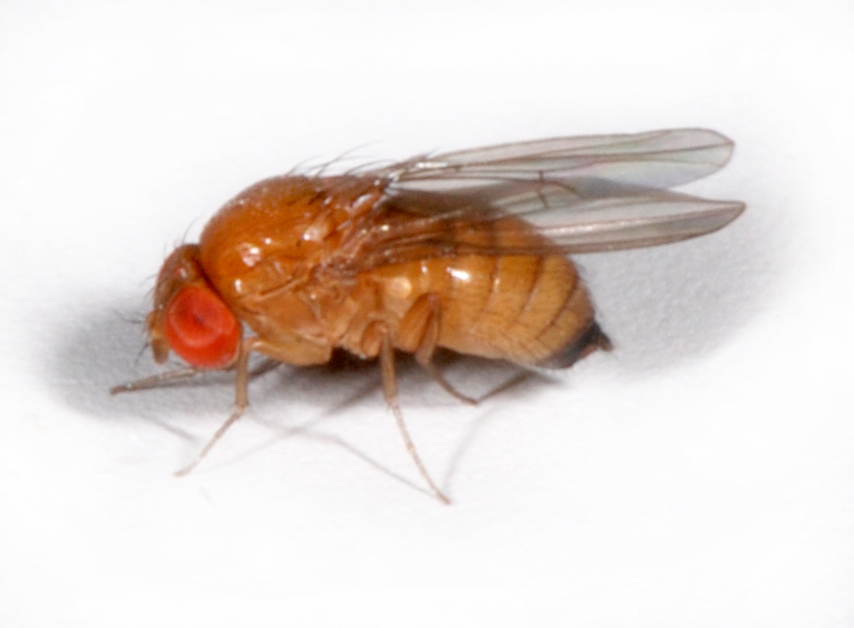
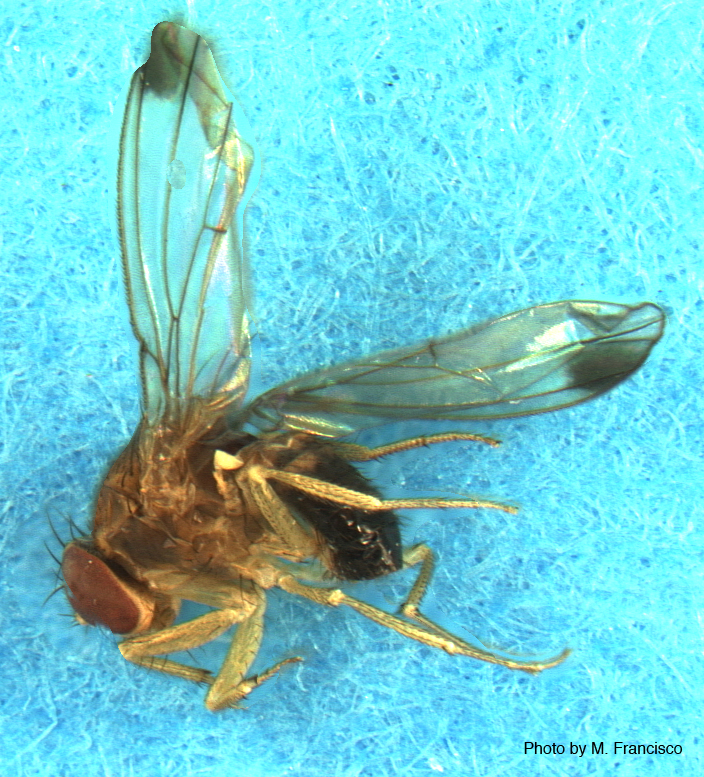
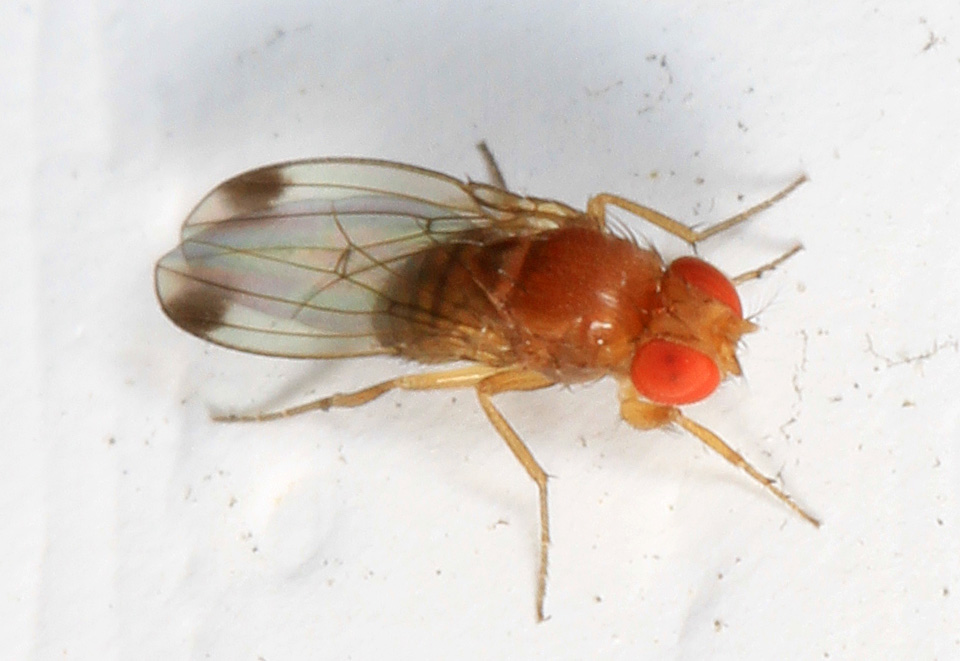
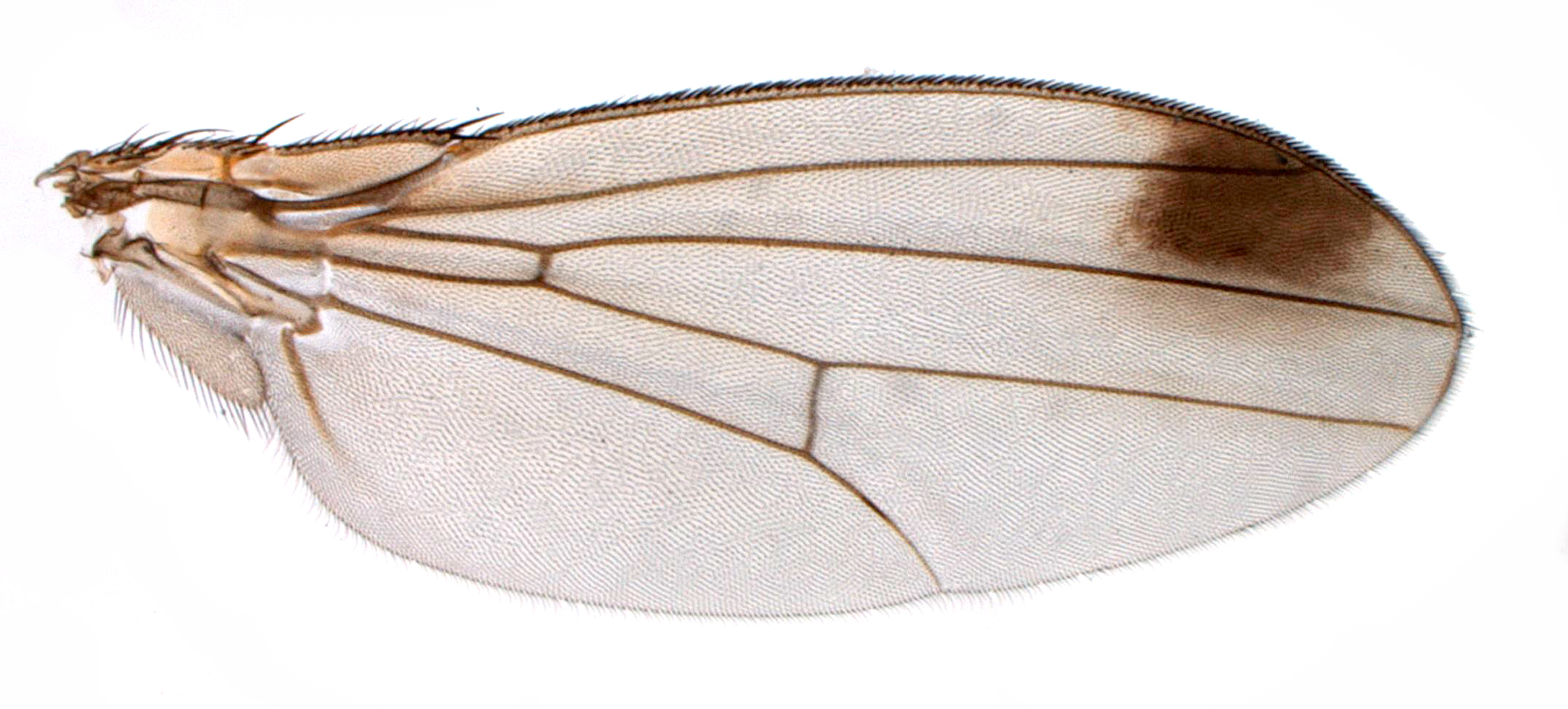
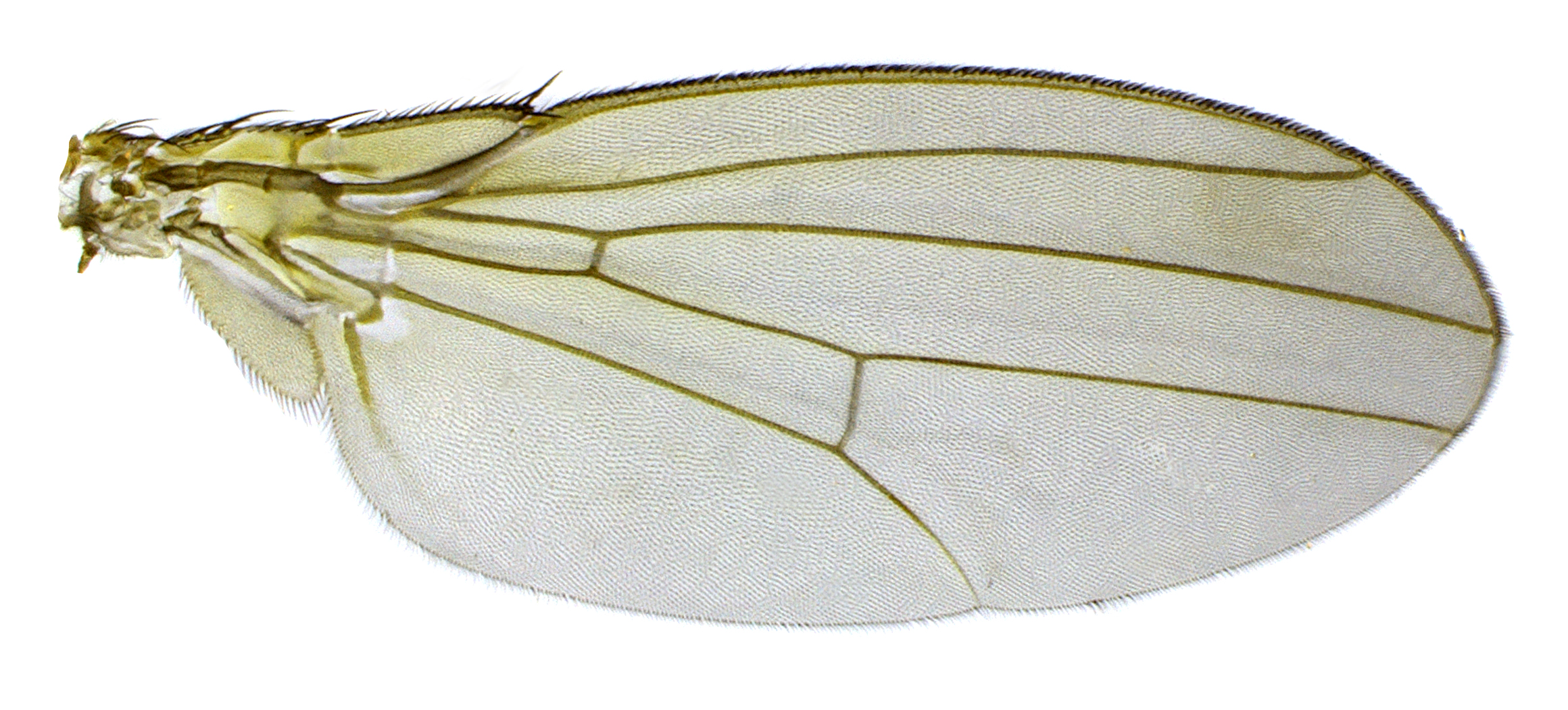